# Filippinshama
Filippinshama (Copsychus mindanensis) är en fågel i familjen flugsnappare.

## Utseende och läte
Filippinshaman är en medelstor, trastlik tätting i svart, grått och vitt. Hanen är svart ovan samt på strupe och bröst, medan buken är vit. Även på den svarta vingen syns en tydlig vit fläck. Honan har det svarta ersatt av grått, utom vingen som är svart. Sången består av en behaglig, medelljus serie. Även en kortare, gnisslig och fallande sång, hårda raspiga toner eller ett pulserande nedåtböjd "chew! chew! chew!" kan höras.
Jämfört med orientshaman, som filippinshaman tidigare behandlades som en del av (se nedan), är kombinationen av vit buk och helsvart stjärt unik hos hanen. Honan har ljusare grått på strupe och bröst. Den är vidare mindre, med tydligt kortare näbb och vingar.

## Utbredning och systematik
Fågeln förekommer i Filippinerna föruutom på Palawan längst i sydväst.. Den behandlas som monotypisk, det vill säga att den inte delas in i några underarter.

### Artstatus
Filippinshama betraktades tidigare den som underart till orientshama (C. saularis), men urskiljs numera vanligen som egen art. Genetiska studier från 2009 visar att orientshaman står närmare madagaskarshaman. Den skiljer sig också i både utseende och läte.

### Familjetillhörighet
Shamor med släktingar ansågs fram tills nyligen liksom bland andra stenskvättor, stentrastar och buskskvättor vara små trastar. DNA-studier visar dock att de är marklevande flugsnappare (Muscicapidae) och förs därför numera till den familjen.

## Levnadssätt
Filippinshaman är en vanlig fågel i öppen skog, buskmarker och trädgårdar. Den hittas från låglänta områden till medelhöga bergstrakter.

## Status och hot
Arten har ett stort utbredningsområde, men tros minska i antal, dock inte tillräckligt kraftigt för att den ska betraktas som hotad. Internationella naturvårdsunionen IUCN listar arten som livskraftig (LC).